# Бозоров, Равшан
Равшан Бозоров (Базаров) (узб. Ravshan Bozorov; род. 10 мая 1968) — советский и узбекистанский футболист.

## Биография
Карьеру начал в 1985 году, в клубе «Сурхан», где играл до 1990 года.
В 1990—1991 годах играл за «Памир» в Высшей лиге чемпионата СССР.
В 1991 году перешёл в ферганский «Нефтяник», где добился наибольшего успеха в своей карьере, став трёхкратным чемпионом и обладателем Кубка Узбекистана.
С 1995 года играл в различных клубах — «Пахтакор», «Динамо», Машъал, «Тупаланг», «Локомотив».
Стал членом «Клуба имени Берадора Абдураимова» (как игрок забивший более 200 голов в узбекском футболе) и «Клуба имени Геннадия Красницкого».
Карьеру завершил в 2007 году в Навбахоре.
За сборную Узбекистана сыграл 26 матчей, забил 5 голов.

### Тренерская карьера
Карьеру тренера начал в «Динамо», в 2009 году, работал ассистентом. В 2011 году стал ассистентом главного тренера в Локомотиве. В 2012—2014 годах тренировал юношескую команду этого клуба.
В 2014 году стал главным тренером клуба НБУ-Азия выступающего в Первой лиге. В 2016 году руководил «Навбахором».

### Достижения
- Чемпион Узбекистана (3): 1992, 1993, 1994
- Обладатель Кубка Узбекистана: 1994
- Лучший бомбардир чемпионата Узбекистана: 1994 (26 голов)